# Богдан Раденкович
Богдан Раденкович (на сръбски: Богдан Раденковић или Bogdan Radenković) е сръбски просветен деец, координатор на Сръбската пропаганда в Македония, основател на Черна ръка.

## Биография
Раденкович е роден в 1874 или в 1875 година в косовското село Бугаричи, разположено край Митровица, тогава в Османската империя. Завършва Галатасарайския лицей на издръжката на сръбската държава. От 1899/1900 година преподава в Цариградската сръбска гимназия. В 1900/1901 година е преместен в Скопската сръбска гимназия. Работи в Скопие като секретар на Скопската митрополия. Поддържа сръбската пропаганда в Скопско в сътрудничество със сръбските консули. Член е на скопския комитет и главен организатор на сръбската четническа акция в империята. Посредник е между сръбското консулство и четническите войводи. В 1905 година османската полиция залавя един селянин, който след мъчения признава, че Раденкович е председател на сръбския комитет в Скопие. На съдебния процес обаче селянинът заявява, че показанията му са изтръгнати със сила, и Раденкович е освободен. Раденкович често е в контакти със сръбския вицеконсул в Скопие Милан Ракич. В 1907 година сръбското движение се разделя на две партии - консулска и митрополитска. Скопският сръбски владика Викентий оглавява митрополитската партия, която се опитва изцяло да овладее ръководството на революционната организация и сръбското просветно дело в Македония. Богдан Раденкович е обвинен в злоупотреба с пари и убийство и моли консулството да го изведе извън района. Заминава за Белград, където успява да реши ситуацията в полза на консулската партия.
След Младотурската революция в 1908 година е сред 26-те делегати на Първата сръбска конференция, провела се между 12 и 15 август 1908 г. в Скопие. Избран е Централен комитет, начело с Раденкович. Делегатите основават Сръбска демократическа лига в Османската империя – първата политическа партия на сърбите в Османската империя. В края на 1909 година Раденкович е замесен в Кожленската афера. Тогава, след едно убийство, са арестувани много изтъкнати членове на сръбските организации в Скопско. Един от заловените заявява на разпитите, че Раденкович е един от главните инициатори на убийството и той е принуден да напусне Скопие. По-късно аферата заглъхва вследствие на подкуп на властите. В 1910 година Раденкович заминава за Цариград, за да представлява сърбите в Османската империя. Прави постъпки пред турските власти да се спре терора над сърбите в Гнилянска каза. Портата отхвърля насилията в Косово като измишльотини.
В 1911 година рашко-призренският владика Никифор Перич напуска службата заради несъгласия със сръбската дипломация. Цариградската патриаршия по желание на сръбската дипломация на негово място поставя Гаврил Дожич. Докато се чака одобрението на турските власти, сръбското правителство променя решението си и чрез консула налага на народа да иска за владика Богдан Раденкович. Това решение води до разделение на вярващите и Раденкович не е избран за владика. След неуспеха се връща в Скопие.
Преди Балканската война Раденкович получава задача да се опита да осъществи сътрудничество с албанските водачи против Османската империя. През септември 1912 година е организирано голямо разузнаване в Косово, а Раденкович оглавява група от четирима офицери. Те разговарят с Иса Болетинац, но не успяват да убедят албанците да не се сражават на турска страна.
В 1911 година Раденкович е инициатор за създаването на „Черна ръка“. Заедно с Любомир Иванович и Воислав Танкосич пише правилника на организацията „Обединение или смърт“, по подобие на немските тайни националистически сдружения и на италианските карбонари.
След разгрома на Сърбия в Първата световна война в 1915 година, се оттегля на Корфу, а оттам в Атина, където работи по-рано. По време на отстъплението се разболява от туберкулоза. Раденкович е изпратен в Корча, за да организира разузнавателна служба и чрез проверени хора да установи връзка с окупираните територии. В Корча остава до изненадващата българска офанзива през август 1916 година. По време на бягството си от Корча за малко да попадне в български ръце. Здравето му се съсипва и лекарите му препоръчват да замине за Египет, но Никола Пашич отлага заминаването му.
На 15 март 1917 година сръбското главно командване издава заповед за арест на полковник Раденкович като член на „Черна ръка“. На Солунския процес главен обвиняем е Драгутин Димитриевич Апис, обвинен за планиран атентат срещу сръбския престолонаследник Александър Караджорджевич и министър-председателя Пашич. За Раденкович не са открити никакви конкретни доказателства за участие в плановете и е обвинен като член на нелегална организация и че на 9 май 1911 година е един от авторите на устава ѝ. Раденкович умира в затворническата болница на 30 юли 1917 година.